# MusicOMH

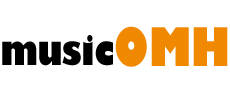
Логотип сайта

musicOMH — британский сайт, публикующий рецензии, статьи и интервью, освещая различные музыкальные жанры, в том числе классику, рок, метал и R’n’B.
Сайт был основан и запущен главным редактором Майклом Хаббардом в 1999 году. В феврале 2011 года musicOMH прекратил освещать различные виды искусства и сосредоточился исключительно на музыке; театральный раздел был выделен в отдельный сайт Exeunt Magazine; рецензии на фильмы также перестали публиковаться, хотя и было заявлено о намерении оценивать видеопродукцию, связанную с музыкой.
Рецензии musicOMH на альбомы различных жанров, включая классическую и электронную музыку, поп, рок, метал и R’n’B, цитировались во многих изданиях, таких как The Daily Telegraph, The Independent и Би-би-си, а также используются на агрегаторе рейтингов Metacritic. Сотрудники сайта брали интервью у таких исполнителей, как Basement Jaxx, Miike Snow и Джей-Зи. В октябре 2009 года The Independent в своём рейтинге 25 лучших сайтов назвала MusicOMH «ориентированным на Британию, доступным и без претензий» (англ. Brit-centric, accessible and unpretentious).